# St James's Palace
St. James's Palace je jeden z nejstarších paláců v Londýně. Nachází se v ulici Pall Mall nedaleko na sever od St. James's Park.

## Historie
Postaven byl roku 1530 Jindřichem VIII., na místě původní nemocnice zasvěcené svatému Jakubovi (od jehož jména je odvozen název paláce a okolního parku). Budova byla postavena z červených cihel v tudorovském stylu.
Od roku 1698, poté, co byl Whitehallský palác zničen požárem, se stal hlavním londýnským sídlem panovníka a administrativním centrem monarchie. V době Commonwealthu byl využíván i jako kasárna.
Panovníci Hannoverské dynastie původně využívali palác jako své sídlo až do doby, kdy byl roku 1809 zničen požárem, po kterém se zachovala z původní stavby pouze brána Jindřicha VIII. V době opravy St. James's Palace byl využíván jako královská rezidence Buckingham House (později rozšířený na Buckinghamský palác). Formální potvrzení ustanovení Buckinghamského paláce jako hlavního královského sídla v Londýně bylo provedeno za vlády královny Viktorie.
St. James's Palace je používán do současné doby, například zde má formálně sídlo královský soudní dvůr a akreditují se zde zahraniční diplomaté. Dále je londýnským sídlem princezny Anny a Alexandry, princezny z Kentu.
Královnina kaple, navržená Inigo Jonesem, sousedí s palácem a na rozdíl od samostatného paláce je ve vymezeném období přístupná pro veřejnost.

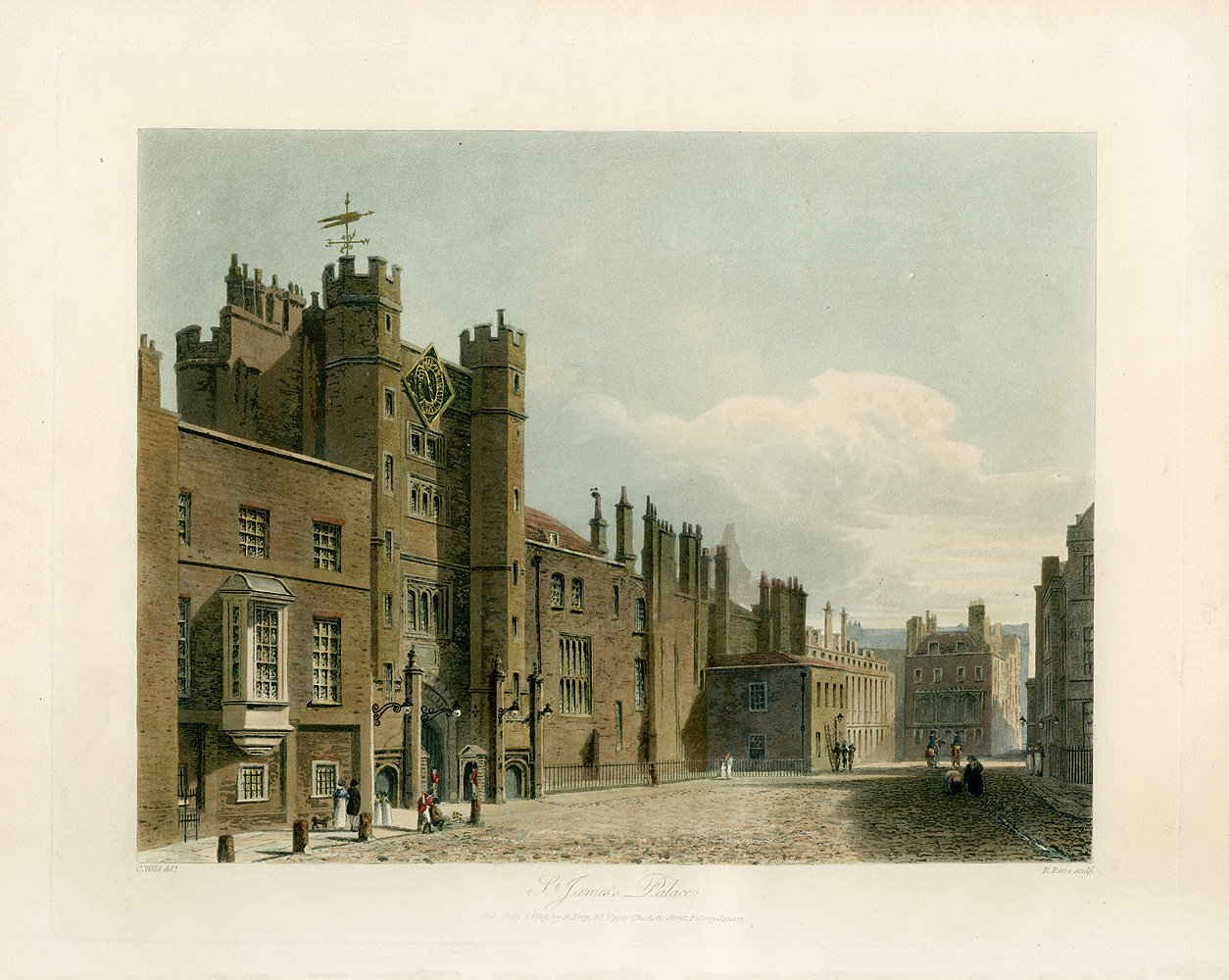
St James's Palace, from Pyne's Royal Residences, 1819

## Zajímavosti
- St. James's Palace je také jedním ze tří míst v Londýně, tj. spolu s Buckinghamským palácem a Horse Guard, kde je možno vidět příslušníky jízdní stráže.

- Dopravní spojení – metro – Green Park a Piccadilly Circus.

## Další informace
K St James's Palace vede stezka Diana, Princess of Wales Memorial Walk.